# Správní obvod obce s rozšířenou působností Mikulov
Správní obvod obce s rozšířenou působností Mikulov je od 1. ledna 2003 jedním ze tří správních obvodů rozšířené působnosti obcí v okrese Břeclav v Jihomoravském kraji. Čítá 17 obcí.
Město Mikulov je zároveň obcí s pověřeným obecním úřadem, přičemž oba správní obvody se územně shodují.

## Seznam obcí
Poznámka: Města jsou vyznačena tučně, městyse kurzívou.
- Bavory
- Brod nad Dyjí
- Březí
- Dobré Pole
- Dolní Dunajovice
- Dolní Věstonice
- Drnholec
- Horní Věstonice
- Jevišovka
- Klentnice
- Mikulov
- Milovice
- Novosedly
- Nový Přerov
- Pavlov
- Perná
- Sedlec

## Obyvatelstvo
| Rok  | Obyv.  | ± %    |
| ---- | ------ | ------ |
| 1869 | 23 899 | —      |
| 1880 | 25 573 | +7 %   |
| 1890 | 26 727 | +4,5 % |
| 1900 | 27 016 | +1,1 % |
| 1910 | 27 162 | +0,5 % |

| Rok  | Obyv.  | ± %     |
| ---- | ------ | ------- |
| 1921 | 26 436 | −2,7 %  |
| 1930 | 26 840 | +1,5 %  |
| 1950 | 17 483 | −34,9 % |
| 1961 | 18 982 | +8,6 %  |
| 1970 | 18 538 | −2,3 %  |

| Rok  | Obyv.  | ± %    |
| ---- | ------ | ------ |
| 1980 | 19 773 | +6,7 % |
| 1991 | 19 618 | −0,8 % |
| 2001 | 19 888 | +1,4 % |
| 2011 | 19 234 | −3,3 % |
| 2021 | 20 010 | +4 %   |